# Jambalaya (sang)
 For alternative betydninger, se Jambalaya. (Se også artikler, som begynder med Jambalaya)
"Jambalaya" er en sang, skrevet og oprindeligt indsunget af Hank Williams i 1952. Siden er der kommet adskillige versioner af nummeret. 
Nummeret blev oprindeligt rubriceret som country, men mange af de senere versioner er indspillet i andre musikgenrer, så som cajun, rock'n roll, jazz m.fl. Der findes også en del instrumentale versioner.
"Jambalaya" blev indsunget af Elvis Presley den 4. maj 1975 som en live-indspilning fra en koncert i Lake Charles, Louisiana. Den er udsendt på de to piratplader (bootlegs) Eternal Elvis og A Profile: The King On Stage, men er derimod aldrig udgivet på Elvis' pladeselskab RCA.
Blandt de kunstnere, der herudover har indspillet sangen er Fats Domino, Brenda Lee, Rocking Ghosts, John Fogerty, The Carpenters, Megan Sheehan, Wenche, Roman Lankios, Groovy Greesebags m.fl.

## På dansk
Den danske visesanger Michael Hyllested har indspillet sangen med en dansk tekst som en hyldest til Helsingør.
Den danske blues- og jazzmusiker Michael Edahl har ligeledes oversat teksten til dansk, men i en oversættelse som yder fuld retfærdighed til såvel indhold som dobbelttydigheden i Hank Williams´ originaltekst. (En lang række amerikanske sange, f.eks. også "Whole Lotta Shakin´ Going On" havde stærke seksuelle bibetydninger grundet de meget puritanske kulturforhold der herskede i USA i 50'erne og 60' erne).
Sangen er indspillet i en Cajun-version på undergrundsforlaget 'Bootleg Broadcasts' i 2006, og er også i en udgave med undergrunds- og garage-bandet "Luiz Jana & The Perique Zydeco Stompers".